# جامعه‌شناسی خانواده
جامع‌شناسی خانواده یکی از حوزه‌های فرعی جامعه‌شناسی است که تحت آن پژوهشگران و افراد آکادمیک، ساختار خانواده را به عنوان یک نهاد اجتماعی و واحد اجتماعی شدن از ابعاد مختلف جامعه‌شناختی بررسی می‌نمایند. جامعه‌شناسی خانواده به‌طور معمول در نصاب درسی دوران دانشگاه شامل می‌باشد، چون مثالی است که روابط اجتماعی منظم و متغیرات گروه را به‌خوبی تشریح می‌کند.

## نواحی اصلی تمرکز
| ارکان         | نواحی تمرکز                                                                             | مثال‌ها |
| ------------- | --------------------------------------------------------------------------------------- | --- |
| جمعیت‌شناختی   | اندازه خانواده، عمر، قومیت، تنوع و جنسیت                                                | - میانگین عمر ازدواج در حال افزایش است. - سنتی: مرد نان‌آور است و زن خانه‌دار - افزایش نرخ‌های طلاق                                                           |
| حوزه/گستره    | کدام ابعاد زندگی خانوادگی از جانب خانواده، دولت یا گروه مهم پنداشته می‌شود               | - دیدگاه‌ها در مورد ازدواج و جنسیت - سیاست‌های دولت در ارتباط به ساختار خانواده و مزایای آن                                                                  |
| تغییر و تعامل | تعامل اعضای خانواده با یکدیگر، سایر سازمان‌ها، تأثیر اقداماتِ سیاسی دولت                  | - افزایشِ نقش‌های سیال جنسی در کارهای خانه در میان اهل خانه. - نسل انفجار جمعیت - تأثیر زندگی کردن در خانوار چند نسلی - روابط راه دور- کارگران بیرون از کشور |
| ایدئولوژی     | باورهای موجود در خانواده و تأثیرات روان‌شناختی                                           | - انتخاب‌های والدین چه تأثیری بر فرزندان آن‌ها می‌گذارد. - تأثیرات زوج‌ها یا ازدواج‌های هم‌جنس روی کودکان. - ناباروری مرد یا زن                                  |
| طبقه اجتماعی  | نماگرهای اقتصادی و سرمایه، تحرک، حرفه‌ها، درآمد خانوار، بالاترین سطح تحصیل اعضای خانواده | - تحرک خانواده‌های مهاجر در ایالات متحده - نرخ زاد و ولد پایین در میان زنان تحصیلکرده در ژاپن                                                               |

## روش‌شناسی

### کمی
یکی از بهترین منابع شناخته شده برای جمع‌آوری داده‌های تاریخی و امروزی در مورد خانواده‌ها، سرشماری ملی است. در ایالات متحده، سرشماری ملی خانوار هر ۱۰ سال یک‌بار صورت می‌گیرد. نظرسنجی‌های کوچک‌تری نیز در خلال این مدت انجام می‌شود که «نظرسنجی جامعه آمریکایی» نامیده می‌شود. این نظرسنجی‌ها توسط اداره سرشماری ایالات متحده آمریکا و ادارات مربوطه آن در هر کدام از ایالت‌ها صورت می‌پذیرد. این اداره، داده‌های مربوط به خانواده‌های آمریکایی را در سطح ملی، ایالتی و جوامع جمع‌آوری می‌نماید. داده‌هایی که گردآوری می‌کنند، در رابطه با ترکیب و روندهای آماری خانوارها بوده و تعداد اطفال، جوانان و زوج‌هایی که در ایالات متحده زندگی می‌کنند را نشان می‌دهد. دسته‌بندی آن‌ها از خانواده و آرایش زندگی شامل دسته‌های ذیل می‌گردد: مراقبت از کودکان، کودکان، حمایت از طفل، خانواده‌ها و خانه‌دارها، باروری، پدربزرگها و مادربزرگها و نوهها، ازدواج و طلاق و زوج‌های همجنس‌گرا.

### کیفی
روشی دیگر برای پژوهش خانواده‌ها، روش قوم‌نگاری یا «مشاهده مشارکتی» است که در این روش معمولاً اندازه نمونه کوچک‌تر گشته تا تحلیلی بنیادی تر از رابطه زوجیت یا سایر ساختارهای خانوادگی به دست آید. رویکرد کیفی پژوهش به‌طور کلی یک روش عالی برای تحقیق دینامیک گروه و روابط خانوادگی است. استفاده از پژوهش کیفی برای مطالعه موضوعات مرتبط به خانواده‌ها، به‌ویژه زمانی مفید است که موارد ذیل مورد مطالعه قرار گیرند: ۱- دریافت مفهومی عمیق‌تر از تعاملات و روابط خانوادگی ۲- درک بیشتر از نظریات درونی در مورد فرایندهای خویشاوندی و مشاهده تعاملات ۳- نگاه به خانواده در بستری بزرگ‌تر و ۴- شنیدن صدای اعضای منزوی شده خانواده (مثلاً، موارد سوءاستفاده). داده‌های کیفی اغلب قادرند معلومات گسترده‌ای فراهم نمایند که غنی و پرمعنی است، به‌ویژه در مورد خانواده‌هایی که دارای ساختار گسترده‌ای هستند.

## جامعه‌شناسی صمیمیت میان‌نژادی
ساختار نژاد، در جامعه اروپایی و تا حدی در سطح جهان باعث شده‌است تا نظریات متفاوتی در مورد صمیمیت میان‌نژادی ایجاد گردد. هرچند روابط یا ازدواج‌های میان‌نژادی از عصر حقوق مدنی بدین‌سو در ایالات متحده و اروپای غربی به مراتب مشهورتر و به لحاظ اجتماعی پذیرفته شده ترند، اما این وصلت‌ها همواره از سوی قشر قابل ملاحظه‌ای از جمعیت، به‌طور کامل پذیرفته نمی‌شوند. از منظر تاریخی، کتاب «خانواده‌های آمریکایی» اثر «استیفنی کونتز» به مشقت‌هایی که زوج‌های میان‌نژادی در دوران قبل از پرونده لاوینگ علیه ویرجینیا متحمل شدند و پس از آن ممنوعیت ازدواج میان‌نژادی مغایر قانون اساسی اعلام شد، می‌پردازد. این ممنوعیت‌ها برای اعمال «قاعده یک قطره خون» و تحکیم هویت و مصونیت اجتماعی اعمال شده بودند. از نظر بین‌المللی نیز، راست‌گرایان تندرو همواره با فعالیت علیه عادی‌سازی زوج‌ها و خانواده‌های میان‌نژادی، به ترویج ایده‌های خلوص نژادی می‌پردازند.

## زندگی خانوادگی قبل از عصر مدرن و گفتمان مذهبی
گفتمان‌های مذهبی از نظر تاریخی نقش قابل توجهی در انتخاب اعضای خانواده و شکل‌دهی انواع مشخص رفتار در درون خانواده ایفا نموده‌اند، همچنین دین در مباحث مرتبط به گرایش جنسی زن از اهمیت ویژه‌ای برخوردار بوده‌است. یکی از مثال‌های نقش دین در این رابطه، مسئله «ساحره‌گیری» در اروپای قرون وسطایی بود. بر اساس گفته‌های ترنر،‏ این امر وسیله ای برای تنظیم رفتار زنان بود. هم چنین حمله بر زنان به عنوان ساحره اساساً «نقد گرایش جنسی آنان بود». «زنان به شدت به جادوگری نسبت داده می‌شدند، چون استدلال می‌شد که آن‌ها در مقابل غرایز جنسی شیطان بسیار آسیب‌پذیر بودند …. زنان به عنوان افراد بی‌خرد، احساساتی و فاقد صیانت نفس دیده می‌شدند؛ آن‌ها به‌ویژه در مقابل خواهشات نفسانی آسیب‌پذیر بودند».
ترنر استدلال می‌نماید که تلاش‌ها برای تنظیم گرایش جنسی زنان به وسیلهٔ مباحث مذهبی در اروپای غربی، باید از چارچوب دغدغه‌ها در مورد مدیریت ملک شخصی و تضمین تداوم آن مورد مطالعه قرار گیرد؛ بنابراین، هدف از ازدواج برای اشراف سالارانی که مالک زمین بودند این بود تا یک وارث مرد برای ملک خانواده به دنیا آورند. چون مرگ و میر کودکان شایع بود، زنان بعد از ازدواج کم و بیش همواره باردار بودند تا یک وارث مرد که در قید حیات باشد تضمین گردد. افزون بر آن، این وارث باید مشروع باشد تا از مناقشه در میراث جلوگیری شود. تنها راهی که این مشروعیت تضمین می‌گردید این بود که رئیس خانواده با باکرهها ازدواج نمایند و در طول دوره ازدواج نیز نجابت زنان خود را تضمین نمایند. فرزندان دختر نیز برای این که قابلیت ازدواج با سایر خانواده‌های مالک زمین را داشته باشند باید به همان اندازه از نظر جنسی عفیف می‌بودند. علت چنین ازدواج‌هایی صرفاً نیاز به دنیا آوردن طفل بوده و هیچ‌کدام از عناصر ازدواج‌های امروزی چون میل جنسی و سازگاری جنسی در آن مطرح نبوده‌است.
در اروپای قبل از عصر مدرن، این رغبت‌ها در کاراکتر ازدواج‌ها بازتاب می‌نمود. ازدواج‌ها قراردادهای شخصی و تنظیم شده‌ای بودند که در صورت عدم توانایی زن برای به دنیا آوردن طفل به علت ناباروری یا بی‌دینی، به آسانی منحل می‌گردید. با ورود کلیسا به امور ازدواج، تعاریف متفاوتی از ازدواج پدیدار شد. تقاضا برای ازدواج مادام العمر وجود داشت اما دغدغه‌هایی مبنی بر تنظیم گرایش‌های جنسی، به‌ویژه گرایش جنسی زنان نیز وجود داشت.

## جامعه‌شناسی ازدواج
ازدواج در نظام عقیدتی یهودی-مسیحی با الگو قرار دادن تعهد مادام العمر آدم و حوا، میان مرد و زن تعریف شده‌است. زوج متأهل طفل به دنیا می‌آورند و خانواده هسته‌ای می‌سازند. امروزه برخی از جامعه‌شناسان در مورد اینکه این ترتیب ایده‌آل شده، تا چه اندازه ساختار واقعی خانواده در جامعه آمریکایی را منعکس نموده، تردید دارند.

## ژورنال‌ها
- Family Matters by Australian Institute of Family Studies, ISSN 1030-2646[۱۰]
- International Journal of Sociology of the Family
- Journal of Family History بایگانی‌شده  در ۴ دسامبر ۲۰۱۶ توسط Wayback Machine
- Journal of Marriage and Family
- Journal of Family Issues